# Re Lear
Pour les articles homonymes, voir Lear.
Re Lear (prononcé : [re ˈlir] Le Roi Lear) est un livret d'opéra en italien et en 4 actes écrit par Salvatore Cammarano et Antonio Somma pour Giuseppe Verdi d'après la tragédie de William Shakespeare Le Roi Lear, sur lequel Verdi reviendra à plusieurs reprises au fil des ans mais qui demeurera inachevé.

## Une genèse inaboutie
Le projet du Re Lear est considéré comme paradigmatique de la complexe et constante fascination de Verdi pour Shakespeare,,.

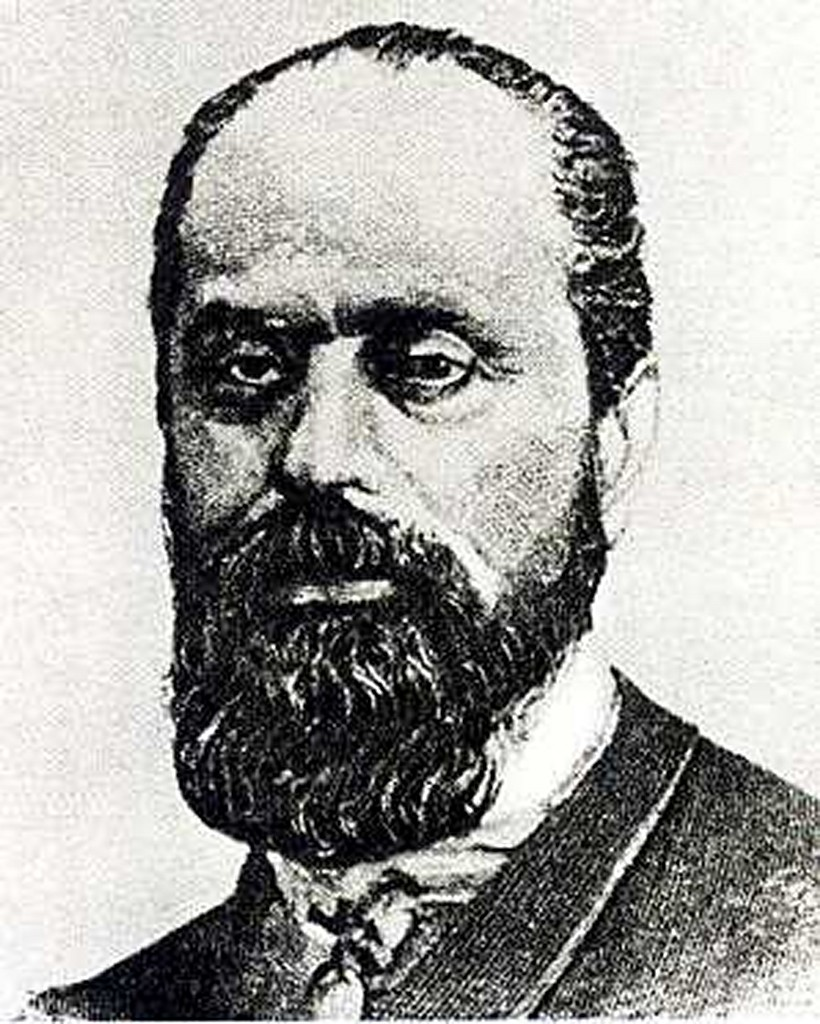
Antonio Somma

Verdi commande initialement le projet à Salvatore Cammarano qui meurt en 1852 sans l'avoir exécuté, mais en laissant toutefois une esquisse détaillée. Par la suite, Somma, sous la surveillance étroite de Verdi, comme on peut le voir dans leur abondante correspondance, complète les deux versions encore existantes du livret, respectivement en 1853 et en 1855 .
Le projet du Re Lear aura hanté Verdi jusqu'à la fin de sa vie. En 1896, il a offert le matériau de son Lear à Pietro Mascagni qui lui demanda : « Maestro, pourquoi ne l'avez-vous pas mis en musique ? » Selon Mascagni, il répondit lentement et dans un souffle : « La scène dans laquelle Lear se retrouve dans la lande m'a épouvanté. »,.